# SMS Gneisenau
SMS Gneisenau byl pancéřový křižník třídy Scharnhorst německého císařského námořnictva. Zúčastnil se první světové války, byl potopen v bitvě u Falkland.

## Konstrukce
Byl 137 metrů dlouhý a výtlak činil cca 11 600 tun. Hlavní výzbroj tvořilo osm 210mm kanónů, dále nesl šest 150mm kanónů, 18 88mm kanónů a čtyři torpédomety ráže 450 mm. Pancéřování obsahovalo 150mm boční pás a 55mm palubu, velitelská věž byla chráněna 170mm pancířem. Gneisenau byl poháněn třemi trojexpanzivními stroji o výkonu 22 368 kW.

## Osud
Loď byla spolu se sesterskou lodí Scharnhorst hlavní silou ve Východoasijské eskadře křižníků admirála von Spee. Kapitánem byl korvetní kapitán Maerker. V bitvě u Coronelu poškodil HMS Monmouth, který následně dorazil lehký křižník Nürnberg. V bitvě u Falkland během svého pokusu krýt lehké křižníky ho potopily britské bitevní křižníky HMS Invincible a HMS Inflexible.